# 10 Upper Bank Street
10 Upper Bank Street ist einer der zahlreichen Wolkenkratzer am Heron Quay in den Londoner Docklands. Das 32-geschossige Gebäude ist 151 Meter hoch und damit zurzeit das fünfzehnthöchste Gebäude der Stadt (Stand 2019).
Das Hochhaus wurde 2003 fertiggestellt. Eigentümer ist die Anwaltskanzlei Clifford Chance, die in dem Gebäude auch ihren Sitz hat. Den Entwurf lieferte das bekannte New Yorker Büro Kohn Pedersen Fox Associates. In unmittelbarer Nähe stehen zwei weitere, etwa gleich hohe Hochhäuser, 25 Bank Street und 40 Bank Street. Der Heron Quay ist Teil des Entwicklungsgebiets Canary Wharf, dem wichtigsten Hochhauscluster Londons, in dem die drei höchsten Gebäude Großbritanniens stehen, darunter das 244 Meter hohe Gebäude One Canada Square.